# Li Ching
Li Ching (chin. upr. 李静, chin. trad. 李靜, pinyin Lǐ Jìng; ur. 7 marca 1975 roku w Zhuhai w prowincji Guangdong) – hongkoński tenisista stołowy. Członek kadry narodowej i olimpijski Hongkongu. Najlepszy tenisista stołowy Hongkongu i jeden z najlepszych na świecie. Ma 166 wzrostu i waży 55 kg.
- Miejsce w światowym rankingu ITTF: 15

## Osiągnięcia
- W parze z Ko Lai Chak wicemistrz olimpijski w deblu na igrzyskach w Atenach.